# Ashley (Test Valley)
Ashley – wieś w Anglii, w hrabstwie Hampshire, w dystrykcie Test Valley. Leży 40 km na południowy zachód od miasta Winchester i 135 km na południowy zachód od Londynu. Miejscowość liczy 72 mieszkańców.